# Domingo Alegre
Domingo Alegre (Alcàsser, l'Horta Sud, 28 d'agost de 1621 - València, 29 d'agost de 1687) fou un frare dominic valencià i escriptor d'obres de temàtica religiosa.

## Biografia
Els seus pares havien arribat a Alcàsser en la repoblació de 1610, un any després de l'expulsió dels moriscos del poble l'any 1609. En l'escola parroquial del poble va rebre una devota formació religiosa durant la seua infantesa, la qual li despertà la vocació necessària per a ingressar als setze anys en el Convent de Predicadors de València (1636). En acabar uns primers anys de formació, l'envien a estudiar el que antigament s'anomenava Càtedres d'Arts i Teologia, i assoleix el grau suprem de magisteri. Més endavant, és designat prior del Convent del Corpus Christi de Llutxent, el qual havia rebut l'any 1474 el privilegi papal de constituir-se en Universitat i Estudi General de l'orde citat amb capacitat per a graduar religiosos en Art i Teologia. Més tard, també esdevindria prior del Convent de Predicadors de València i el 1670 assisteix com a "Definidor de la província d'Aragó" al Capítol General de Roma. Va exercir tasques missioneres i va advocar amb passió per la devoció cap al Sant Rosari. Algunes persones del seu temps el van arribar a considerar profeta i taumaturg. Li varen atribuir la resurrecció d'un xiquet.
Pel que fa als seus escrits, una obra com Historia de las cosas más notables del Convento de Predicadores de Valencia desde el año 1640 hasta el de 1672 ha estat considerada per l'investigador Callado Estela un autèntic pamflet difamatori contra els simonistes, els quals eren persones que defensaven la beatificació del clergue Francesc Jeroni Simó, contra la qual, tot i la seua popularitat, s'oposaven els frares dominics per conductes herètiques.
Va faltar el 29 d'agost de 1687 als 66 anys. Les actes del Capítol Provincial de València del 15 d'abril de 1690 fan de la seua persona el següent elogi: «Fuit is quoad vixit conspicuum observantiae et probitatis exemplum, orationis spiritu, ardore caritatis, omniumque Religiosae perfectionis caractere, summis, mediis, infimis, palam notissimus; peculiariter vero regularis disciplinae ubique zelator et custos; verbi divini ferventissimus Contionator, Santissimisque Rosarii continuus declamator et cultor».

### Curiositats
Segons conta Vidal i Micó, va ser confessor de la mateixa virreina quan visitava València. En un viatge a València des de Madrid, la comtessa d'Orpesa, Isabel Pacheco, va parar expressament en el convent de predicadors de la ciutat per tal de demanar-li al frare alcasser que intercedira per ella davant Sant Vicent perquè volia tenir descendència. El frare li va dir que tindria un fill anomenat Vicent i que naixeria el mateix dia de l'onomàstica del Sant predicador valencià. Efectivament, la profecia es va acomplir.
A causa de la seua popularitat entre els fidels, quan va faltar, l'arquebisbe de València Joan Tomàs de Rocabertí, comte de Cifuentes, va situar un guarda davant del fèretre per tal d'evitar que els devots li trencaren l'hàbit per emportar-se'l com a relíquia.

## Obra[9]
- Commentarius in tractatum de Sphera Joannis de Sacro Bosco. Ms. València, Biblioteca de la Universitat, n. 61.
- Cuaresma sobre 42 generaciones del primer Capítulo de San Mateo, aplicado a cada patriarca, uno de los evangelios de las dominicas y ferias que en ella ocurren. 285 fols. Ms.
- Cuaresma sobre las 42 mansiones de los hijos de Israel en el desierto, aplicado a cada mansión por su orden, uno de los evangelios de las dominicas y ferias que en ella ocurren. Ms.
- De Modo theorico directionum de tempore effectus et succesionis et de aliis eiusmodi. Ms.
- De Nominibus Hebreis Dei. Ms. València, Biblioteca de Predicadors.
- De ponderibus et mensuris. Ms. València, Biblioteca de Predicadors.
- De veteris legis sacerdotibus. Ms. València, Biblioteca de Predicadors.
- Historia de las cosas más notables del Convento de Predicadores de Valencia desde el año 1640 hasta el de 1672. 2 v. Ms. València, Biblioteca de Predicadors, n. 60.
- Ideas de un perfecto predicador. Ms. València, Biblioteca de Predicadors.
- Quaestia varia astronomica. Ms.
- Varios sermones que en el progreso de la Cuaresma suelen predicarse. Ms. Valencia, Biblioteca de Predicadors.